# オリゴ転移
オリゴ転移（オリゴてんい、Oligometastatic disease もしくは Oligo-recurrence）とは、遠隔転移しステージ4であるものの少数個のがんの転移が存在する状態をいう。オリゴの語源は古代ギリシャ語で「少ない」の意味で、オリゴ転移とは限局的で、3-5個以内の少数個のがんの転移を指す。オリゴ転移であれば転移巣に対する放射線治療が全生存率の改善に寄与することがフェーズ2試験SABR-COMETで示され、日本では2020年4月、オリゴ転移に対する体幹部定位放射線治療（SBRT）が保険収載された。ステージ4でも治療を諦めなくてよい時代の到来となった。

## 概要
通常、転移を伴うがん患者に対する標準治療は全身療法である。近年、全身療法の進歩は画像検査では検出できないほどの微小な転移がんを制御できる可能性を高めた。画像検査で検出できる大きさのオリゴ転移に対しての局所治療で、根治させたり延命につながる可能性が報告されており、注目され各種がんに対する診療ガイドラインでもオリゴ転移に対する局所治療の記載が加わった。オリゴ転移に対する局所治療はすべてのがんで延命につながるわけではない。
オリゴ転移であれば転移巣に対する放射線治療が全生存率の改善に寄与することがフェーズ2試験SABR-COMETで示され、日本では2020年4月、5個以内の定位放射線治療がオリゴ転移に対する体幹部定位放射線治療（SBRT）が保険収載された。高い有効性が期待される一方で安全性対しては懸念もある。「オリゴ転移」の定義自体も転移の個数や部位は定まっていない。
オリゴメタの状態であれば、抗がん剤やホルモン治療などの全身療法と転移箇所への手術や放射線治療などの局所治療の併用で、5年以上、または10年以上の長期生存も可能である。また、原発巣の手術や放射線治療での治癒後に、遠隔する臓器に少数個の転移が再発する状態を「オリゴリカランス」や「オリゴ再発」と呼び、原発巣が制御されていない場合よりも、治療成績は良好である。
慶應義塾大学病院オリゴ転移センターではすべてのがん種のオリゴ転移患者を対象に、各診療科の専門医の知識を動員し治療法が模索されている。切除、放射線治療、穿刺治療（ラジオ波、マイクロ波 、冷凍凝固療法）、およびそれらを組み合わせた局所治療などが行われている。さらに、抗がん剤治療、ホルモン治療、分子標的薬や免疫チェックポイント阻害薬などの全身療法やがんの遺伝子パネル検査も併用される。 
局所治療としての放射線治療では、定位照射(ピンポイント照射)で約1週間、分割照射では約1ヶ月-1ヶ月半の通院治療となる。